# Безотосний Дмитро Олександрович
Дмитро́ Олекса́ндрович Безо́тосний (нар. 15 листопада 1983, Хмельницький, Українська РСР, СРСР) — український футболіст, воротар. Відомий виступами у складі такого українського футбольного клубу, як «Металург» з міста Запоріжжя та його фарм-клубу — «Металург-2». За свою кар'єру ставав фіналістом кубку України у сезоні 2012–2013 років та півфіналістом у сезоні 2013–2014 років.

## Життєпис

### Перші роки
Дмитро Олександрович Безотосний народився 15 листопада 1983 року в українському місті Хмельницький, однойменної області. Він був вихованцем місцевої дитячо-юнацької спортивної школи. Безотосний з дитинства цікавився спортом: грав у баскетбол, волейбол. Футболом Дмитро почав займатися ще з семи років. Грав у клубі «Товтри» (з смт Чемерівці, Хмельницька область). А професійну кар'єру почав у третьому складі дніпропетровського «Дніпра». Після вильоту «Дніпра-2» до другої ліги повинен був грати за другий склад дніпропетровців, але переїхав до російського клубу «Сатурн-REN TV», де також не зіграв жодного матчу. На той час у складі російського клубу грав відомий російський футболіст Сергій Рижиков, якому Безотосний програв конкуренцію на позиції воротаря і навіть думав змінити позицію.

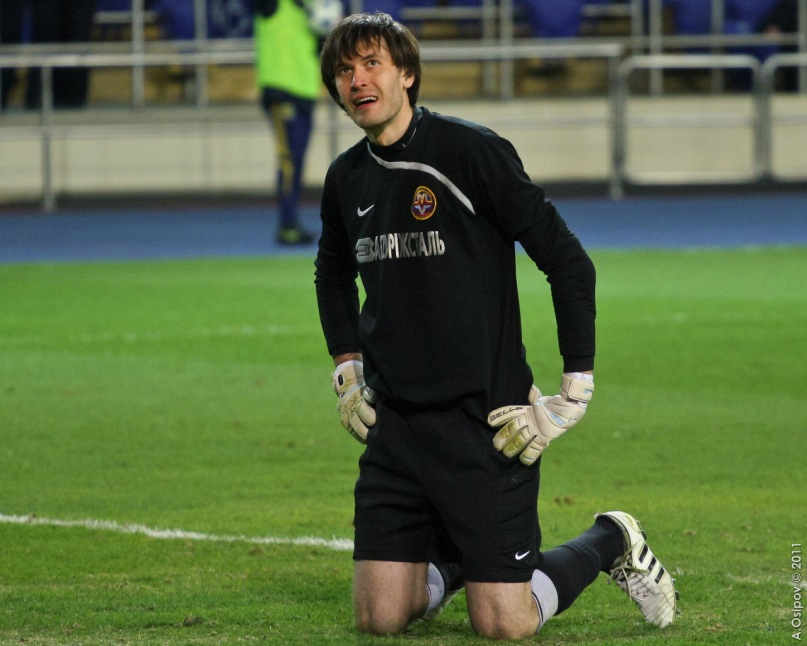
Безотосний у складі запорізького «Металурга»

|                      | Я не грав, багато чого не виходило - психологічно важкий момент. У полі легше з багатьох причин. Польового гравця можна спробувати на різних позиціях і ротація велика. Загалом, переважило бажання дійти до кінця у воротарській роботі. Хотів бути чесним перед собою - зробив, що міг. Добре, що вдалося подолати складний період і після чорної смуги настала біла. Оригінальний текст (рос.) Я не играл, многое не получалось – психологически тяжелый момент. В поле легче по многим причинам. Полевого игрока можно попробовать на разных позициях и ротация большая. В общем, перевесило желание дойти до конца во вратарской работе. Хотел быть честным перед собой – сделал, что мог. Хорошо, что удалось преодолеть сложный период и после черной полосы наступила белая. |
| — Дмитро Безотосний, | |

### «Металург»
2005 року перейшов у запорізький «Металург», де чотири сезони грав за другий склад у другій лізі та дублерський склад. В основному складі Дмитро дебютував 23 травня 2009 року в домашньому матчі з донецьким «Металургом», який завершився перемогою господарів з рахунком 2:1. В подальшому Дмитро грав все більше матчів за основу у чемпіонаті та кубку і перестав грати за молодіжний склад команди. Однак, згодом Дмитро отримав травму і основним воротарем команди став молодий та перспективний Максим Коваль. Поки Безотосний відновлювався, юний воротар зайняв місце в основі. Щоправда, після переходу Коваля до київського «Динамо» Безотосний став основним воротарем команди. Всього за «козаків» Безотосний зіграв 106 ігор та пропустив 135 м'ячів, з яких 33 матчі зіграв за основний склад прем'єр лізі, де пропустив 52 м'ячі.

### «Чорноморець» (2011—2014)

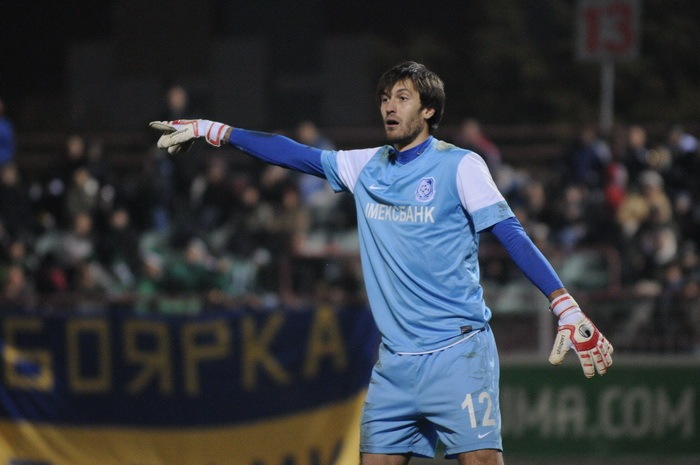
Дмитро у січні 2012 року

17 червня 2011 року Безотосний підписав трьохрічний контракт з одеським «Чорноморцем». На той час команду очолював колишній найкращий бомбардир першої ліги чемпіонату України та багатократний чемпіон Латвії, Роман Григорчук. Тренер якраз наприкінці минулого року очолив клуб і вивів його з другого дивізіону до еліти. У складі команди Дмитро став капітаном та основним воротарем, щоправда, як свідчить сам Дмитро, у нього є проблеми з іноземними гравцями через брак знання іноземних мов. А у сезоні 2012–2013 вийшов до фіналу кубку України та посів шосту сходинку у національному чемпіонаті, що дало змогу узяти участь у Суперкубку 2013 року та Лізі Європи. У фіналі кубку України Одесити програли донецькому «Шахтарю».
У матчі за суперкубок України одесити ще раз програли «гірникам», а Дмитро записав на свій рахунок три пропущені голи. На початку сезону «Чорноморець» відіграв дві нічиї у ході чемпіонату: з ФК «Севастополь» та полтавською «Ворсклою», а згодом ще раз програв донеччанам. У той же час на міжнародній арені клуб пройшов молдовську «Дачію» за результатами двох матчів, а згодом у першому матчі із славетною сербською командою «Црвена Звезда» виграв її з рахунком 3:1. А у наступному матчі-відповіді із сербами «моряки» відстояли результат і зіграли 0:0. Знаковим став момент, коли португальський арбітр Артур Соареш Діаш призначив пенальті на 45-ій хвилині у ворота одеської команди. Дмитро парирував пенальті, яке виконував Ненад Міліяш. Таким чином воротар став першим гравцем в історії клубу, що відбив пенальті у ході гри на міжнародному рівні До речі, як заявив сам воротар — це був перший його відбитий пенальті.
|                      | Раніше я жодного разу не відбивав пенальті. Один раз з «точки» мені все-таки не забили, але моя заслуга в цьому була невелика - півзахисник «Шахтаря» Фернандінью влучив у штангу. Та й особлива манера відбивання 11-метрових у мене поки не склалася. Як відчуваю, так і дію. У матчі з «Црвеною Звездою» я, звичайно, «качав» суперника, але вже заздалегідь знав, в який саме кут буду стрибати. І в результаті не помилився. Оригінальний текст (рос.) Ранее я ни разу не отбивал пенальти. Один раз с «точки» мне все-таки не забили, но моя заслуга в этом была невелика - полузащитник «Шахтера» Фернандинью угодил в штангу. Да и особая манера отражения 11-метровых у меня пока не сложилась. Как чувствую, так и действую. В матче с «Црвеной Звездой» я, конечно, «качал» соперника, но уже заранее знал, в какой именно угол буду прыгать. И в итоге не ошибся. |
| — Дмитро Безотосний, | |

Згодом у чемпіонаті країни «моряки» почали одну з найбільших переможних серій. Команда здобула сім перемог підряд, багато у чому завдячуюючи й тому, що майже не пропускала. Серед семи команд, що здолав «Чорноморець» були: донецький «Металург», київські «Динамо» та «Арсенал», сімферопольська «Таврія», маріупольський «Іллічівець», запорізький «Металург» та луганська «Зоря». Майже у всіх цих матчах Дмитро відіграв повні дев'яносто хвилин. 29 серпня під час другого матчу матчу-відповіді останнього кваліфікаційного раунду Ліги Європи 2013—2014 Дмитро став героєм матчу. Після першого матчу з албанським клубом «Скендербеу» «моряки» мали один гол у запасі (зіграли 1:0 вдома), але на 18-ій хвилині першого ж тайму албанці змогли забити і вирівняли ситуацію. Так продовжувалося ще 100 хвилин, після яких почалися післяматчеві пенальті. Під час першої серії пенальті на другому кругу Безотосний зміг відбити удар Марко Радаша, що дало одеситам перевагу, але на п'ятому ударі не забив Лео Матос, тому арбітр призначив другу серію пенальті по одному голу. Албанці змогли ще забити два голи, але останні два удари не виконали: Нурудін Орелесі влучив у перекладину, а м'яч Бакарі Німаги Безотосний зловив (7:6 за результатами пенальті). Потрапивши до групового етапу Ліги Європи 2013—2014 років «моряки» спочатку виграли на виїзді загребське «Динамо» з рахунком 2:1, а потім зазнали першої домашньої поразки із нідерландським ПСВ 2:0, що вважався фаворитом групи. Наступний матч проходив із болгарською командою «Лудогорець». Однак, чемпіон Болгарії, про якого у Європі мало хто чув і що тільки кілька років тому грав у нижчих дивізіонах болгарського чемпіонату виграв «Чорноморець» з рахунком 1:0 в Одесі. Під час матчу, наприкінці першого тайму під час виконання штрафного Дмитро помилився, намагаючись вибити м'яч кулаками, а не зловити його, що коштувало команді пропущеного голу і поразки. Однак згодом команда виправила своє становище, зігравши матч-відповідь із «Лудогорцем» у нічию, знову вигравши загребське «Динамо», а потім вигравши нідерладський ПСВ з рахунком 1:0 в Ейндговені, рідному міста клубу. Таким чином одесити залишили команду володарів Кубку УЄФА та Кубку Чемпіонів за межами тогорічної Ліги Європи. По закінченні року сайти «championat.com», «tribuna.com» та «ukrfootball.kiev.ua» внесли Безотосного у символічну збірну першої половини сезону української Прем'єр-ліги, зокрема, й через те, що у сімнадцятьох матчах Дмитро пропустив лише 11 м'ячів. А газета «Команда» включила Безотосного у список 33-х найкращих українських футболістів. Серед інших воротарів місце у списку зайняли — Денис Бойко та Андрій П'ятов. А вже навесні, 14 травня 2014 року, головний тренер національної збірної України з футболу, Михайло Фоменко, оголосив список із 31-го футболіста, які були викликані до лав збірної для участі у навчально-тренувальному зборі. Й до нього увійшов воротар «чорно-синіх». Окрім нього Михайло Іванович викликав до лав «жовто-блакитних» воротарів донецького «Шахтаря», Андрія П'ятова та дніпропетровського «Дніпра», Дениса Бойка. Однак, Дмитро так і не вийшов на поле в офіційних матчах національної збірної.
Наступний сезон 2014–2015 років розпочався з того, що українську Прем'єр-лігу було скорочено до 14 команд. Приводом до такого поступу було декілька чинників: по-перше скрутна ситуація з фінансами багатьох клубів чемпіонату, а по-друге бойові дії на Сході України у ході російської агресії, а також окупація українського Криму Російською Федерацією. З останнім фактором, зокрема, пов'язано те, що багато легіонерів пішло з Прем'єр-ліги. «Чорноморець» розпочав сезон матчем з дебютантом ліги — донецьким «Олімпіком». Цей матч моряки відіграли з розгромним рахунком 4:0 на користь одеситів, Безотосний відіграв ще один сухий матч у своїй кар'єрі.

### «Габала»
15 січня 2015 року Дмитро Безотосний підписав піврічний контракт з азербайджанською «Габалою».

### «Чорноморець» (2019)
10 липня 2019 року Безотосний знову підписав контракт з одеським «Чорноморцем», але вже 21 жовтня 2019 року він за обопільною згодою сторін покинув команду.

### Статистика виступів

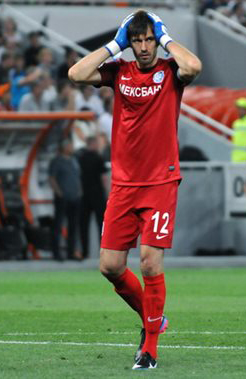
Безотосний у липні 2013 року

| Клуб | Ліга              | Сезон             | Чемпіонат | Чемпіонат | Чемпіонат | Кубок | Кубок | Кубок | Єврокубки | Єврокубки | Єврокубки | Інші змагання | Інші змагання | Інші змагання | Інші змагання | Всього | Всього | Всього |
| Клуб | Ліга              | Сезон             | Ігри      | ПМ        | СМ        | Ігри  | ПМ    | СМ    | Ігри      | ПМ        | СМ        | Назва         | Ігри          | ПМ            | СМ            | Ігри   | ПМ     | СМ     |
| --- | ----------------- | ----------------- | --------- | --------- | --------- | ----- | ----- | ----- | --------- | --------- | --------- | ------------- | ------------- | ------------- | ------------- | ------ | ------ | ------ |
| «Чорноморець» О | ПЛ                | 14-15             | 1         | 0         | 1         | 0     | 0     | 0     | 0         | 0         | 0         | —             | —             | —             | —             | 1      | 0      | 1      |
| «Чорноморець» О | ПЛ                | 13-14             | 28        | -22       | 11        | 2     | -4    | 1     | 12        | -16       | 4         | СУ            | 1             | -3            | 0             | 43     | -45    | 16     |
| «Чорноморець» О | ПЛ                | 12-13             | 29        | -34       | 9         | 5     | -6    | 1     | —         | —         | —         | —             | —             | —             | —             | 34     | -40    | 10     |
| «Чорноморець» О | ПЛ                | 11-12             | 26        | -32       | 8         | 3     | -2    | 2     | —         | —         | —         | —             | —             | —             | —             | 29     | -37    | 10     |
| «Чорноморець» О | Всього            | Всього            | 84        | −88       | 29        | 10    | −14   | 4     | 12        | −16       | 4         |               | 1             | −3            | 0             | 107    | −121   | 37     |
| «Металург» З | ПЛ                | 10-11             | 22        | -30       | 6         | 2     | -1    | 1     | —         | —         | —         | МП            | 1             | -3            | 0             | 25     | -34    | 7      |
| «Металург» З | ПЛ                | 09-10             | 9         | -19       | 0         | 2     | -3    | 0     | —         | —         | —         | МП            | 2             | -4            | 1             | 13     | -26    | 1      |
| «Металург» З | ПЛ                | 08-09             | 2         | -3        | 0         | 0     | 0     | 0     | —         | —         | —         | ПД            | 14            | -18           | 2             | 16     | -21    | 2      |
| «Металург» З | ВЛ                | 07-08             | 0         | 0         | 0         | 0     | 0     | 0     | —         | —         | —         | ПД            | 15            | -14           | 8             | 15     | -14    | 8      |
| «Металург» З | ВЛ                | 06-07             | 0         | 0         | 0         | 0     | 0     | 0     | —         | —         | —         | ПД            | 11            | -11           | 3             | 11     | -11    | 3      |
| «Металург» З | ВЛ                | 05-06             | 0         | 0         | 0         | 0     | 0     | 0     | —         | —         | —         | ПД            | 4             | -5            | 0             | 4      | -5     | 0      |
| «Металург» З | Всього            | Всього            | 33        | −52       | 6         | 3     | −4    | 1     | —         | —         | —         |               | 47            | −55           | 14            | 83     | −111   | 21     |
| «Металург-2» З | 2Л                | 07-08             | 2         | -1        | 1         | 0     | 0     | 0     | —         | —         | —         | —             | —             | —             | —             | 2      | -1     | 1      |
| «Металург-2» З | 2Л                | 06-07             | 4         | -7        | 1         | 0     | 0     | 0     | —         | —         | —         | —             | —             | —             | —             | 4      | -7     | 1      |
| «Металург-2» З | 2Л                | 05-06             | 10        | -5        | 6         | 0     | 0     | 0     | —         | —         | —         | —             | —             | —             | —             | 10     | -5     | 6      |
| «Металург-2» З | 2Л                | 04-05             | 7         | -11       | 1         | 0     | 0     | 0     | —         | —         | —         | —             | —             | —             | —             | 7      | -11    | 1      |
| «Металург-2» З | Всього            | Всього            | 23        | −24       | 9         | 0     | 0     | 0     | —         | —         | —         |               | —             | —             | —             | 23     | −24    | 9      |
| «Дніпро-3» | 2Л                | 00-01             | 1         | 0         | 1         | 0     | 0     | 0     | —         | —         | —         | —             | —             | —             | —             | 1      | 0      | 1      |
| «Дніпро-3» | Всього            | Всього            | 1         | 0         | 1         | 0     | 0     | 0     | —         | —         | —         |               | —             | —             | —             | 1      | 0      | 1      |
| Всього за кар'єру | Всього за кар'єру | Всього за кар'єру | 141       | −164      | 45        | 13    | −18   | 5     | 12        | −16       | 4         |               | 48            | −58           | 14            | 214    | −256   | 68     |
| 2Л — друга ліга; ВЛ— вища ліга; ПД — першість дублерів; ПЛ — Прем'єр-ліга; МП — молодіжна першість; СУ — суперкубок України. |                   |                   |           |           |           |       |       |       |           |           |           |               |               |               |               |        |        |        |
| Останнє оновлення 29 липня 2014.                                                                                             |                   |                   |           |           |           |       |       |       |           |           |           |               |               |               |               |        |        |        |

## Титули та досягнення

### Україна
«Чорноморець» Одеса:
- Фіналіст Кубка України (1): 2012–2013.
- Півфіналіст Кубка України (1): 2013–2014.

### Азербайджан
«Габала»:
- Віце-чемпіон Азербайджану (2): 2016–2017, 2017–2018.
- Володар Кубка Азербайджану (1): 2018–2019.
- Фіналіст Кубка Азербайджану (2): 2016–2017, 2017–2018.